# Robert McHenry
Robert Dale McHenry (Saint Louis (Missouri), 30 april 1945) is een Amerikaanse redacteur van een groot aantal, voornamelijk biografische, werken. Daarnaast was hij tussen 1992 en 1997 vicepresident en hoofdredacteur van de Encyclopædia Britannica.

## Kritiek op Wikipedia
In een artikel getiteld "The Faith-based Encyclopedia" ("De op vertrouwen berustende encyclopedie") nam McHenry stelling tegen de structuur van Wikipedia. McHenry bekritiseert het idee dat een Wikipedia-artikel in de loop van de tijd alsmaar beter zou worden als iedereen daaraan mag bijdragen. De kern van zijn betoog is dat juist omdat iedereen artikelen in Wikipedia kan bewerken, ongeacht hoe slecht ze misschien gekwalificeerd zijn, zelfs artikelen die min of meer goed geschreven waren in de loop der tijd steeds slechter zullen worden, omdat mensen die incompetent zijn of die het niet kan schelen wijzigingen zullen aanbrengen. McHenry verwacht, op statistische gronden, dat elk artikel in de loop van de tijd een regressie naar het gemiddelde niveau van de bewerkers zal ondergaan. Hij gebruikte het (Engelstalige) artikel over Alexander Hamilton, waarin een twijfelachtig jaartal vermeld stond, om zijn punt duidelijk te maken:
"Het artikel is wat men mag verwachten van een middelbare scholier, en het is misschien net een zesje waard. Toch is dit artikel meer dan 150 keer bewerkt. ... Sterker nog, de eerste versies van het artikel waren beter geschreven, met minder duistere passages en pedante samenvattingen. In tegenstelling tot wat men gelooft is het artikel in werkelijkheid de middelmatigheid in verbeterd."
Ook waarschuwt McHenry tegen het feit dat veel bewerkers anoniem zijn:
"Wie Wikipedia bezoekt om iets over een onderwerp te weten te komen, bevindt zich in een situatie die vergelijkbaar is met die van de bezoeker van een openbaar toilet. Het kan er duidelijk zichtbaar smerig zijn, zodat hij weet dat hij voorzichtigheid moet betrachten, of het kan er redelijk schoon uitzien, wat hem een vals gevoel van veiligheid geeft. Maar wat hij duidelijk niet weet is wie er voor hem gebruik heeft gemaakt van de faciliteit."